# Matteo di Guaro Allio

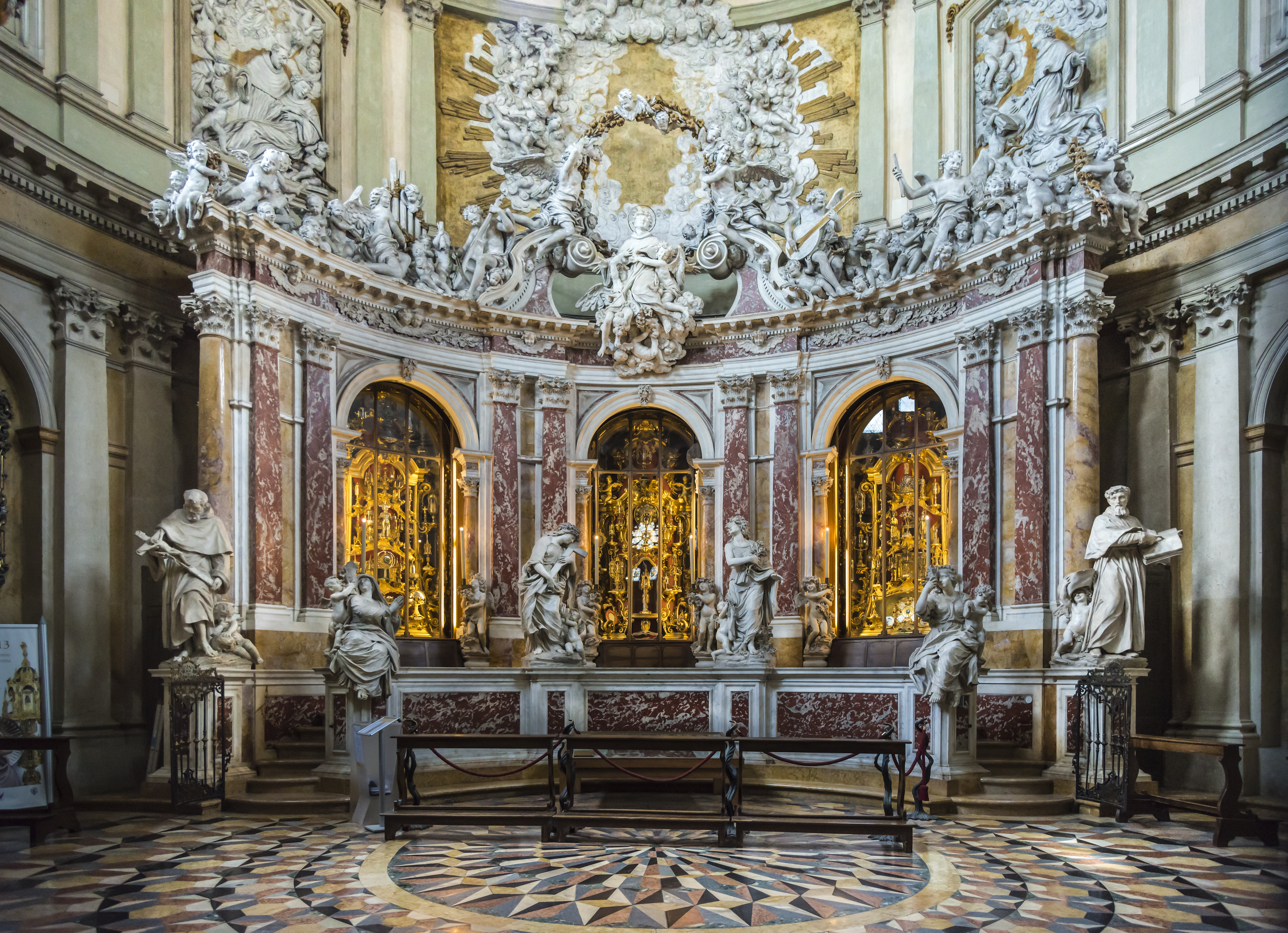
Wnętrze Kaplicy Relikwii w bazylice świętego Antoniego Padewskiego w Padwie

Matteo di Guaro Allio (ur. 1605 w Lanzo d’Intelvi, zm. 1670 w Padwie) – włoski architekt i rzeźbiarz doby baroku, pracujący głównie w Padwie. Jest autorem części wystroju rzeźbiarskiego w bazylice świętego Antoniego Padewskiego w Padwie.